# Ingolf Christensen
Ingolf Elster Christensen, född 28 mars 1872 och död 3 maj 1943, var en norsk ämbetsman, jurist och politiker.
Christensen blev expeditionschef i försvarsdepartementet 1907, amtman 1910, och var ledamot av stortinget 1922-27. Han var särskilt inflytelserik i fråga om militär- och jordbruksfrågor.